# Chojane-Pawłowięta
Chojane-Pawłowięta – wieś w Polsce położona w województwie podlaskim, w powiecie wysokomazowieckim, w gminie Kulesze Kościelne.
Zaścianek szlachecki Pawłowięta należący do okolicy zaściankowej Chojane położony był w drugiej połowie XVII wieku w powiecie brańskim ziemi bielskiej województwa podlaskiego. W latach 1975–1998 miejscowość administracyjnie należała do województwa łomżyńskiego.
Wierni kościoła rzymskokatolickiego należą do parafii św. Bartłomieja Apostoła w Kuleszach Kościelnych.

## Historia
W 1528 r. we wsi Chojane-Bąki mieszkał Paweł Chojeński, najzamożniejszy rycerz w tej okolicy. Zapewne on lub jego potomkowie osiedlili się tutaj, dając początek nowej wsi.
Spis podatkowy z 1580 r. wymienia Choiany Pawłowiętha. Dziedziczyli tutaj Mikołaj, syn Adama oraz Jan, syn Wawrzyńca (w jego imieniu podatek płacił Stanisław Chojeński). W sumie było tu 7 włók ziemi.
Wieś notowana w czasie spisu podatku pogłównego z 1676 roku oraz wykazana na mapach podlaskich z końca XVIII w.
W roku 1827 w Chojanech-Pawłowiętach było 19 domów i 105 mieszkańców.
„Słownik geograficzny Królestwa Polskiego” pod koniec XIX w. pisze: Chojane (lub Chojany), okolica szlachecka, powiat mazowiecki, gmina Chojany, parafia Kulesze. Wymienia Chojane: Bąki, Gorczany, Pawłowięta, Piecki (Piecuchy), Sierocięta, Stankowięta. Informuje, że dawniej istniały Chojane Bozuty i Górki. W tym czasie istniało tu 20 drobnoszlacheckich gospodarstw na 215 ha ziemi. Średnie gospodarstwo o obszarze około 10 ha.
Pierwszy Powszechny Spis Ludności z 1921 r. wykazał 19 domów i 107 mieszkańców (w tym dwóch prawosławnych).